# 245 Vera
245 Vera eller A919 HB är en asteroid upptäckt 6 februari 1885 av den brittiske astronomen Norman Robert Pogson i Madras. Den har fått sitt namn efter upptäckarens dotter.